# Leichtathletik-Länderkampf der Frauen 1978 BR Deutschland – Finnland
| 16. Leichtathletik-Länderkampf mit bundesdeutscher Beteiligung 1978 | 16. Leichtathletik-Länderkampf mit bundesdeutscher Beteiligung 1978 |
| ------------------------------------------------------------------- | ------------------------------------------------------------------- |
|                                                                     |                                                                     |
| Ländervergleich der Frauen: BR Deutschland – Finnland               |                                                                     |
| Austragungsort                                                      | Lüdenscheid                                                         |
| Wettbewerbe                                                         | 15                                                                  |
| Datum                                                               | 13./14. September                                                   |
| 1. FRG 2. FIN                                                       | 98 Punkte 58 Punkte                                                 |
| Chronik                                                             |                                                                     |
| ← FRG-FIN (M)                                                       | GBR-FRG Geher (M) →                                                 |

Den sechzehnten Vergleich des Länderkampfjahres 1978 trugen die bundesdeutschen Frauen parallel zum Länderkampf der Männer am 13./14. September in Lüdenscheid gegen Finnland aus – auch die Männer traten gegen diesen Gegner an. Es handelte sich hier um das erst zweite Aufeinandertreffen dieser beiden Frauenteams in Zweiländervergleichen. Das erste hatten die bundesdeutschen Leichtathletinnen 1975 für sich entschieden. Polen war damals ebenfalls beteiligt, jedoch wurden in dem Vergleich mit drei Ländern jeweils getrennte Wertungen für je zwei Teams durchgeführt. Begegnungen mit den finnischen Leichtathletinnen in Veranstaltungen mit mehr als zwei Ländern in gemeinsamen Wertungen hatte es darüber hinaus zwei Mal gegeben. 1968 war Finnland Teil eines skandinavischen Teams gewesen und 1974 hatte Finnland eine nordeuropäische Mannschaft verstärkt. In beiden Fällen hatten die bundesdeutschen Leichtathletinnen gesiegt.

## Modus
Auf dem Programm standen neben den bei Frauenländerkämpfen üblichen dreizehn Disziplinen, die den olympischen Frauenwettbewerbskatalog komplett abdeckten, Rennen über 3000 Meter und 400 Meter Hürden, zwei Disziplinen, die bei den Olympischen Spielen 1984 in Los Angeles olympisch wurden. Die Punkte wurden nach dem Standardsystem vergeben.

## Ergebnis
Die bundesdeutsche Überlegenheit in diesem Aufeinandertreffen war groß. Finnland konnte mit den Rennen über 200 und 400 Meter sowie dem Diskuswurf lediglich drei Wettbewerbe für sich entscheiden. Die weiteren zwölf Disziplinen gingen ausnahmslos auf das Konto der bundesdeutschen Athletinnen, die dabei außerdem fünf Doppelerfolge erzielten. Damit siegte die Bundesrepublik Deutschland deutlich mit 98 zu 58 Punkten.

## Legende
Kurze Übersicht zur Bedeutung der Symbolik – so üblicherweise auch in sonstigen Veröffentlichungen verwendet:
| NMH | keine Höhe (No Mark) |

## Resultate

### 100 m
| Platz | Athletin                 | Land | Zeit (s) |
| ----- | ------------------------ | ---- | -------- |
| 1     | Elvira Possekel          | FRG  | 11,74    |
| 1     | Helinä Laihorinne        | FIN  | 11,74    |
| 3     | Cornelia Schniggendiller | FRG  | 11,90    |
| 4     | Yvonne Hannus            | FIN  | 12,11    |

Datum: 13. September

### 200 m
| Platz | Athletin         | Land | Zeit (s) |
| ----- | ---------------- | ---- | -------- |
| 1     | Pirjo Häggman    | FIN  | 23,69    |
| 2     | Dagmar Schenten  | FRG  | 23,96    |
| 3     | Claudia Steger   | FRG  | 24,42    |
| 4     | Barbro Lindström | FIN  | 24,67    |

Datum: 14. September

### 400 m
| Platz | Athletin         | Land | Zeit (s) |
| ----- | ---------------- | ---- | -------- |
| 1     | Pirjo Häggman    | FIN  | 51,99    |
| 2     | Gaby Bußmann     | FRG  | 52,72    |
| 3     | Elke Barth       | FRG  | 53,18    |
| 4     | Leena Kostiainen | FIN  | 54,07    |

Datum: 13. September

### 800 m
| Platz | Athletin           | Land | Zeit (min) |
| ----- | ------------------ | ---- | ---------- |
| 1     | Elisabeth Schacht  | FRG  | 2:09,6     |
| 2     | Sinikka Tyynelä    | FIN  | 2:09,9     |
| 3     | Brigitte Koczelnik | FRG  | 2:10,5     |
| 4     | Irene Lusikka      | FIN  | 2:12,7     |

Datum: 14. September

### 1500 m
| Platz | Athletin        | Land | Zeit (min) |
| ----- | --------------- | ---- | ---------- |
| 1     | Brigitte Kraus  | FRG  | 4:18,7     |
| 2     | Sinikka Tyynelä | FIN  | 4:23,8     |
| 3     | Aila Virkberg   | FIN  | 4:27,7     |
| 4     | Mathilde Heuing | FRG  | 4:29,8     |

Datum: 13. September

### 3000 m
| Platz | Athletin        | Land | Zeit (min) |
| ----- | --------------- | ---- | ---------- |
| 1     | Elvira Hofmann  | FRG  | 9:16,3     |
| 2     | Elina Pulkkinen | FIN  | 9: 24,3    |
| 3     | Charlotte Teske | FRG  | 9:34,1     |
| 4     | Päivi Roppo     | FIN  | 9:50,0     |

Datum: 14. September

### 100 m Hürden
| Platz | Athletin           | Land | Zeit (s) |
| ----- | ------------------ | ---- | -------- |
| 1     | Roswitha Riechardt | FRG  | 13,57    |
| 2     | Leena Spoof        | FIN  | 13,63    |
| 3     | Ingrid Schleich    | FRG  | 13,89    |
| 4     | Elja Ristola       | FIN  | 14,42    |

Datum: 14. September

### 400 m Hürden
| Platz | Athletin        | Land | Zeit (s) |
| ----- | --------------- | ---- | -------- |
| 1     | Silvia Hollmann | FRG  | 57,74    |
| 2     | Erika Weinstein | FRG  | 57,00    |
| 3     | Tuija Helander  | FIN  | 60,28    |
| 4     | Tuuli Heinonen  | FIN  | 63,94    |

Datum: 13. September

### 4 × 100 m Staffel
| Platz | Besetzung      | Land                                                                 | Zeit (s) |
| ----- | -------------- | -------------------------------------------------------------------- | -------- |
| 1     | BR Deutschland | Elvira Possekel Dagmar Schenten Cornelia Schniggendiller Silke Rasch | 44,56    |
| 2     | Finnland       | Barbro Lindström Yvonne Hannus Leena Pylkkänen Mona-Lisa Pursiainen  | 46,20    |

Datum: 13. September

### 4 × 400 m Staffel
| Platz | Besetzung      | Land                                                              | Zeit (min) |
| ----- | -------------- | ----------------------------------------------------------------- | ---------- |
| 1     | BR Deutschland | Elke Decker Silvia Hollmann Elke Barth Gaby Bußmann               | 3:31,9     |
| 2     | Finnland       | Yvonne Hannus Mona-Lisa Pursiainen Leena Kostiainen Pirjo Häggman | 3:34,3     |

Datum: 14. September

### Hochsprung
| Platz | Athletin           | Land | Höhe (m)                       |
| ----- | ------------------ | ---- | ------------------------------ |
| 1     | Brigitte Holzapfel | FRG  | 1,91                           |
| 2     | Ulrike Meyfarth    | FRG  | 1,89                           |
| 3     | Susanne Sundqvist  | FIN  | 1,80                           |
| NMH   | Minna Vehmasto     | FIN  | Anfangshöhe nicht übersprungen |

Datum: 13. September

### Weitsprung
| Platz | Athletin          | Land | Weite (m) |
| ----- | ----------------- | ---- | --------- |
| 1     | Karin Hänel       | FRG  | 6,24      |
| 2     | Anke Weigt        | FRG  | 6,12      |
| 3     | Heli Saarinen     | FIN  | 5,91      |
| 4     | Helinä Laihorinne | FIN  | 5,73      |

Datum: 14. September

### Kugelstoßen
| Platz | Athletin        | Land | Weite (m) |
| ----- | --------------- | ---- | --------- |
| 1     | Eva Wilms       | FRG  | 20,10     |
| 2     | Beatrix Philipp | FRG  | 18,19     |
| 3     | Tuula Kivi      | FIN  | 14,58     |
| 4     | Erja Tulikanto  | FIN  | 14,51     |

Datum: 13. September

### Diskuswurf
| Platz | Athletin         | Land | Weite (m) |
| ----- | ---------------- | ---- | --------- |
| 1     | Sinikka Salminen | FIN  | 53,14     |
| 2     | Ingra Manecke    | FRG  | 52,98     |
| 3     | Barbara Beuge    | FRG  | 52,90     |
| 4     | Ulla Lundholm    | FIN  | 50,04     |

Datum: 14. September

### Speerwurf
| Platz | Athletin        | Land | Weite (m) |
| ----- | --------------- | ---- | --------- |
| 1     | Ingrid Thyssen  | FRG  | 59,78     |
| 2     | Eva Helmschmidt | FRG  | 53,48     |
| 3     | Tiina Lillak    | FIN  | 50,40     |
| 4     | Sisko Kopiloff  | FIN  | 49,14     |

Datum: 13. September